# Al Hirt

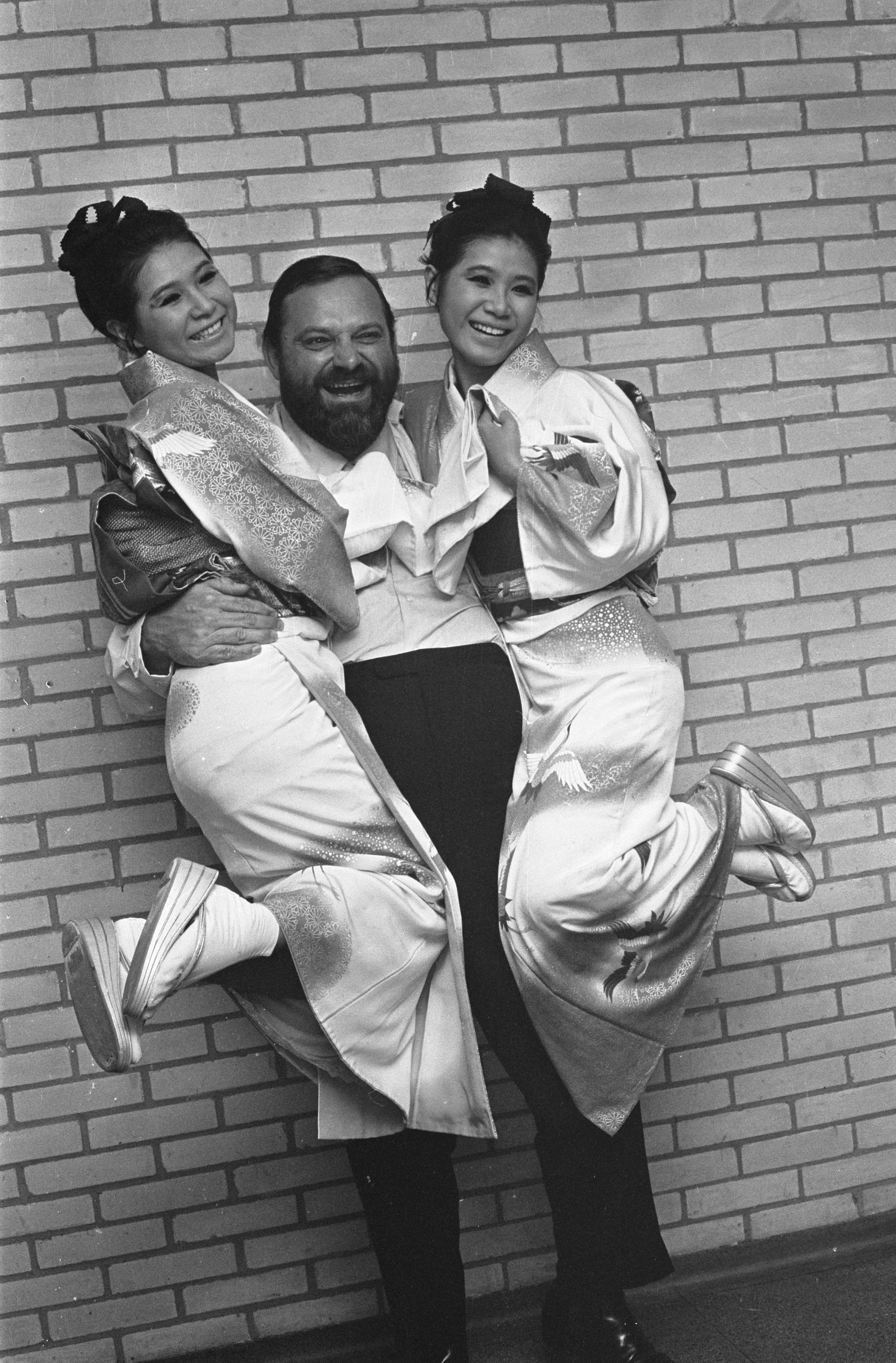
Al Hirt mit dem japanischen Gesangsduo The Peanuts (1966)

Alois Maxwell „Al“ Hirt (* 7. November 1922 in New Orleans, Louisiana; † 27. April 1999 ebenda) war ein US-amerikanischer mit dem Grammy ausgezeichneter Jazz- und Easy-Listening-Trompeter und Bandleader.

## Leben
Hirt wurde als Sohn eines Polizeibeamten geboren; er war unter dem Namen „Al“ oder „Jumbo“ bekannt. Im Alter von sechs Jahren begann er Trompete zu spielen und mit 16 war er beruflich Trompeter.
Im Jahr 1940 ging er nach Cincinnati, um am dortigen Musikkonservatorium zu studieren. Nach dem Zweiten Weltkrieg spielte er in mehreren Swing-Big-Bands.
Während der 1960er Jahre galt Hirt, zeitweilig unter dem Namen „Al (He’s The King) Hurt“ (sic), neben Herb Alpert als einer der populärsten Trompeter. Zwischen 1961 und 1968 platzierte er insgesamt 19 Alben in den Top 200 der amerikanischen Billboard Charts. Vier Werke wurden mit Gold für 500.000 verkaufte Einheiten ausgezeichnet: Honey in the Horn (1963, mit Hirts größtem Single-Hit, Java, ein Platz vier in den USA und Grammy-ausgezeichnet), Cotton Candy, Sugar Lips (1964) und The Best of Al Hirt (1965). Viel Beachtung erhielt auch Hirts Zusammenarbeit mit der Schauspielerin und Sängerin Ann-Margret beim gemeinsamen Album Beauty And The Beard (1964). Weiterhin ist seine enge Freundschaft mit dem Jazzklarinettisten Pete Fountain erwähnenswert, der in den 1950er Jahren in seiner Band gespielt hatte. Die beiden spielten oft zusammen und nahmen unter anderem das Album Bourbon Street (1962) auf.
Hirt wurde unter anderem ausgewählt, die Titelmusik Flight of the Bumblebee zu der kurzlebigen TV-Serie The Green Hornet einzuspielen. Dieses von Billy May arrangierte Stück basiert auf Nikolai Rimski-Korsakows Hummelflug und bewies Hirts technische Raffinesse. Das Stück erlangte wieder an Popularität, als es 2003 bei Quentin Tarantinos Film Kill Bill Teil des Soundtracks wurde.
Hirt führte ab 1961 im French Quarter von New Orleans über zwei Jahrzehnte einen eigenen, nach ihm benannten Club. 1967 trat er im Rahmen der Halbzeitshow des Super Bowl I auf. Ein Jahr später nahm er mit Al Hirt Plays Bert Kaempfert ein Tributalbum für den deutschen Komponisten und Orchesterleiter Bert Kaempfert auf, dessen Lieder zu dieser Zeit in den USA sehr populär waren. Dies war seine letzte Platzierung in den Top 200 der US-Alben-Charts.
Hirt starb im Jahr 1999 an Leberversagen, nachdem er ein Jahr aufgrund eines Ödems im Rollstuhl verbracht hatte. Zehn Jahre später wurde er posthum in die Louisiana Music Hall of Fame aufgenommen.

## Diskografie (Auswahl)

### Alben
| Jahr | Titel Musiklabel Katalog-Nr.                                | Höchstplatzierung, Gesamtwochen, AuszeichnungChartsChartplatzierungen (Jahr, Titel, Musiklabel Katalog-Nr., Platzierungen, Wochen, Auszeichnungen, Anmerkungen) | Anmerkungen |
| Jahr | Titel Musiklabel Katalog-Nr.                                | US | Anmerkungen |
| ---- | ----------------------------------------------------------- | --- | ----------- |
| 1961 | Al Hirt, The Greatest Horn In The World RCA Victor LPM-2366 | US21 (32 Wo.)US |             |
| 1961 | He’s The King RCA Victor LPM-2354                           | US61 (11 Wo.)US |             |
| 1962 | Horn A-Plenty RCA Victor LPM-2446                           | US24 (25 Wo.)US |             |
| 1963 | Trumpet And Strings RCA Victor LPM-2584                     | US96 (7 Wo.)US |             |
| 1963 | Our Man In New Orleans RCA Victor LPM-2607                  | US44 (2 Wo.)US |             |
| 1964 | Honey In The Horn RCA Victor LPM-2733                       | US3 Gold · (104 Wo.)US |             |
| 1964 | Beauty And The Beard RCA Victor LPM-2690                    | US83 (9 Wo.)US |             |
| 1964 | Cotton Candy RCA Victor LPM-2917                            | US6 Gold · (53 Wo.)US |             |
| 1964 | Sugar Lips RCA Victor LPM-2965                              | US9 Gold · (48 Wo.)US |             |
| 1965 | The Best of Al Hirt RCA Victor LPM-3309                     | US13 Gold · (43 Wo.)US |             |
| 1965 | That Honey Horn Sound RCA Victor LPM-3337                   | US28 (27 Wo.)US |             |
| 1965 | Live At Carnegie Hall RCA Victor LPM-3416                   | US47 (22 Wo.)US |             |
| 1966 | They’re Playing Our Song RCA Victor LPM-3492                | US39 (18 Wo.)US |             |
| 1966 | The Happy Trumpet RCA Victor LPM-3579                       | US125 (6 Wo.)US |             |
| 1967 | Music To Watch Girls By RCA Victor LPM-3773                 | US127 (5 Wo.)US |             |
| 1968 | Al Hirt Plays Bert Kaempfert RCA Victor LPM-3917            | US116 (13 Wo.)US |             |

Weitere Alben
- The Best of Dixieland: Al Hirt (Verve Records, 1956) mit Pete Fountain

### Singles
| Jahr | Titel Album                                           | Höchstplatzierung, Gesamtwochen, AuszeichnungChartplatzierungen (Jahr, Titel, Album, Platzierungen, Wochen, Auszeichnungen, Anmerkungen) | Höchstplatzierung, Gesamtwochen, AuszeichnungChartplatzierungen (Jahr, Titel, Album, Platzierungen, Wochen, Auszeichnungen, Anmerkungen) | Anmerkungen |
| Jahr | Titel Album                                           | DE | US | Anmerkungen |
| ---- | ----------------------------------------------------- | --- | --- | ----------- |
| 1964 | Java Honey In The Horn                                | DE6 (12 Wo.)DE | US4 (16 Wo.)US |             |
| 1964 | Cotton Candy                                          | — | US15 (12 Wo.)US |             |
| 1964 | Sugar Lips                                            | — | US30 (7 Wo.)US |             |
| 1964 | Up Above My Head (I Hear Music in the Air) Sugar Lips | — | US85 (5 Wo.)US |             |
| 1965 | Fancy Pants That Honey Horn Sound                     | — | US47 (7 Wo.)US |             |
| 1965 | Al’s Place                                            | — | US57 (7 Wo.)US |             |
| 1965 | The Silence (Il Silenzio) –                           | — | US96 (2 Wo.)US |             |
| 1968 | Keep The Ball Rollin’ Al’s Place                      | — | US100 (1 Wo.)US |             |

### Musikbeispiele
- Al Hirt: Harlem Hendoo auf YouTube
- Al Hirt: Cotton Candy auf YouTube